# Giovanni Antonio Magini

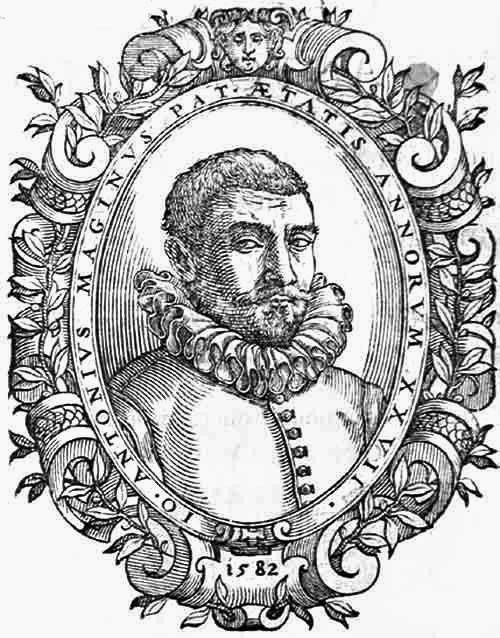

Giovanni Antonio Magini (Padua, 13 jun 1555 - Bologna, 11 feb 1617) was een Italiaans wiskundige en astronoom.
Magini studeerde tot 1579 in Bologna filosofie, en later wijdde hij zich aan de astronomie. In 1582 publiceerde hij het werk Ephemerides coelestium motuum, dat een jaar later werd vertaald in het Italiaans. In 1592 publiceerde hij De Planis Triangulis, waarin hij het gebruik van het kwadrant beschreef. In 1607 verscheen zijn astrologisch werk Astrologica De ratione.
Magini creëerde ook een atlas van Italië (Atlante Geográfico d'Italia), die echter pas in 1620 door zijn zoon werd uitgegeven.
In 1935 werd de krater Maginus naar hem vernoemd.
- Bibsys: 3093921
- Biblioteca Nacional de España: XX1352238
- Bibliothèque nationale de France: cb12162475b (data)
- Catàleg d'autoritats de noms i títols de Catalunya: 981058526158506706
- Gemeinsame Normdatei: 119281155
- International Standard Name Identifier: 0000 0001 2118 6121
- Library of Congress Control Number: n84804508
- Nationale Bibliotheek van Tsjechië: mzk2008453543
- Nationale bibliotheek van Australië: 35321762
- Nationale Bibliotheek van Israël: 987007272031605171
- Nationale en Universitaire bibliotheek Zagreb: 000106007
- Nederlandse Thesaurus van Auteursnamen: 321777166
- Réseau des bibliothèques de Suisse occidentale: 02-A009668976
- Istituto Centrale per il Catalogo Unico: MILV069558
- LIBRIS: 316176
- Système universitaire de documentation: 030151228
- Trove: 911053
- Union List of Artist Names: 500405546
- Virtual International Authority File: 4970383
- WorldCat: E39PBJkXvhg3rrv8XMYQPcXcfq